# كابوت (خوي)
كابوت هي قرية في مقاطعة خوي، إيران. يقدر عدد سكانها بـ 764 نسمة بحسب إحصاء 2016.